# João Peres de Vasconcelos

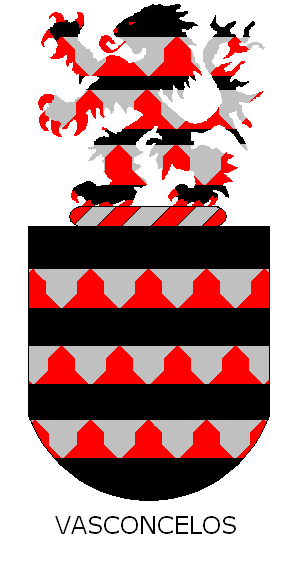
Brasão com as Armas da família Vasconcelos.

João Peres de Vasconcelos, “o Tenreiro” (1200 - antes de 1265) foi um cavaleiro medieval do Reino de Portugal e Senhor da Torre de Vasconcelos, edificação do género Domus Fortis e igualmente senhor das honras de Vasconcelos e de Amares.

## Biografia
Foi um dos Cavaleiro que participou na conquista de Sevilha ao mouros en 1248 e é o mais antigo personagem com o nome Vasconcelos.
Ficou registado na história por vários acontecimentos sendo um dos mais peculiares o facto de ter sido convocado à Corte do rei Sancho II de Portugal, a fim de responder pela acusação de assassinato de Aires Anes. João Peres de Vasconcelos negou-se a cumprir a ordem régia pelo que foi julgado à revelia.
O seu nome (Vasconcelos) surge pela primeira vez nas inquirições de 1258, mandadas fazer pelo rei Afonso III de Portugal como forma de designar o feudo da freguesia de Ferreiros, no concelho e Amares, actual distrito de Braga.
Morreu antes de 1265.

## Relações familiares
Foi filho de Pedro Martins da Torre, senhor da Torre de Vasconcelos e de Teresa Soares da Silva. Casou com Maria Soares Coelho, filha de Soeiro Viegas Coelho e de Mor Mendes de Gandarei, de quem teve:
- Rodrigo Anes de Vasconcelos (1230 - 1279) casou com Mécia Rodrigues de Penela,[4] filha de Rui Vicente de Penela e de Fruilhe Esteves de Belmir.
- Pedro Anes de Vasconcelos (m. depois de 1298) casou com  Margarida Peres de Portocarreiro.[5]
- Estevão Anes de Vasconcelos, arcediago e vigáro de Braga, clérigo do rei Afonso III de Portugal, e bispo de Lisboa.[6][3]
- Teresa Anes de Vasconcelos casou com João Fernandes Franco, senhor do solar de Dornelas.[7][1]
- Maior (ou Maria) Anes de Vasconcelos casou com Aires Rodrigues de Urró.[1][7]